# 伊势级战列舰
伊势级战列舰是日本帝國海軍继扶桑级战列舰后设计建造的一级超无畏舰。

## 建造
日俄战争结束后，日本通過了“八八艦隊”計划，大力扩展海军。然而当时海军造舰技术发展迅猛，新型无畏舰和超无畏舰相继问世，极大缩短了主力舰的更新换代间隔。这延缓了日本海军的扩军速度。直到通过金刚级战列巡洋舰引進了最新的造艦技術後才重開建軍計划，補充4艘主力戰艦。然而首批国产成品卻出現諸多技術瑕疵，同時1911年度預算也只足够編列3艘，第4艘尚未編列，因此第二批国产主力舰建造計畫被暫時推延以改進扶桑级的缺陷。在此空白期海军全面修改原计划为扶桑級3、4號艦的设计。最後一艘戰艦的預算則在1914年7月通過，這兩艘战列舰便獨立成級，成為伊勢級战列舰。
2艘伊勢級战列舰在1915年5月分別在不同的民間造船廠開工，不過在完工時間上三菱的長崎造船廠略慢于川崎5個月。

## 設計
作为扶桑级战列舰的改型，本级舰在设计上仍遵循海軍“單艦優越主義”（单舰素質较舰队规模更重要）的方針，所以在武器装备上与前型相同。但艦政本部仍盡力解決扶桑級已知的設計缺陷，同时吸取了一战的海戰经验教训。雖然伊勢級的主要規格與前代相近，但其有著較平衡的性能。
相较前型主要改进了火炮布置方式，将3-6号主炮两两成组布置，更利于火控组织，同时为轮机舱预留了足够大的空间。本级舰为此缩短艏楼，将副炮集中布置在舰体中前部，减少火炮射击时对上层建筑的冲击以及炮口爆风对炮弹弹道的干扰。提升了主炮装填仰角，提高装填速度。动力系统布局也采用新的方案。考虑到日本人体力不如同时期的欧洲人，副炮采用了口径较欧洲同行小的三年式 140 mm 舰炮。但是由于艏楼缩短，压缩了舰体内部空间，恶化了居住舒适性。根据日德兰海战的经验，相对应地加厚水平装甲来防御大落角炮弹。本级舰共两艘：伊势号和日向号。伊势号1917年12月完工，日向号1918年4月完工。

## 现代化改装
伊势级服役以后在三脚前桅上逐步增加射击指挥及观测设施，逐渐形成日本风格的塔式桅楼。
與其它现役的明治及大正年间建造的主力舰相同，本级舰皆於1930年代實施大規模現代化改造工程，伊勢號改造工程于1935年8月1日开始、1937年3月23日完工，日向號改良工程于1934年10月24日开始、1936年9月7日完工；现代化改装后後的本级舰在動力、武備上都有所調整，提升了防御能力。同時加装了了弹射器等航空設施，搭载水上飞机。
由於伊勢級與扶桑級进行现代化改装期间简化了动力舱段的布置，原本兩座煙囪也被簡化成一座。从日向號上拆除的煙囪被日本帝國陸軍用於“神州丸”登陸艦上，日本陸軍為遮掩神州丸的航空機能，因此在艦體甲板上增裝了假煙囪，这个假煙囪便是從日向號現代化工程後拆除的煙囪。

## 二戰
1941年12月7日太平洋战争爆发后，日本海军为保存决战兵力，未将战列舰大规模投入到作战行动中。中途島海戰時伊勢級被投入到对阿留申群島的佯攻中，未與美軍接戰。

### 改裝航空戰艦
在中途島海戰前，日向號則在1942年5月發生砲塔爆炸事故，後來发生爆炸的5号炮塔砲塔並未修復，只在原处补上钢板应急。而在中途岛海战中，日本海军一下损失4艘大型航空母舰。為了补足由此造成的缺口，海軍開始評估所有大型艦艇改裝成航母的可行性。
因為日向號處於需要維修的狀態，因此軍令部決定將伊勢級改裝成航空戰艦，並在1942年12月入塢进行改造工程。最早海軍是希望将本级舰改裝成装备全通甲板的航空母艦，但因工程浩大难以难以应对战况的快速变化而放弃该计划。因此保留部分戰艦機能，只在舰体后部两座主炮的空間之中，增設飞行甲板及机库，计划搭载彗星俯冲轰炸机、瑞雲水上偵察機。飞行甲板长度70米，可停放13架飞机。飞机通过飞行甲板前端两舷的弹射器起飞，且不能在狭小的飞行甲板上降落。机库长40米，可容纳9架飞机。飞行甲板后部安装一部升降机与机库相连。原5号和6号炮塔下的弹药库则分别用来储存飞机的武器弹药与燃料。为强化防空火力拆除所有舷侧副炮，安装了大量防空火炮。这一次应急性质的改装并不能算成功。虽然改造后的本级舰既有战列舰的主炮又有不少舰载机，但是飞机起飞后无法直接在飞行甲板上起降，极大限制了飞机的作战能力。其飞行甲板前高大的上层建筑与烟囱的排烟严重影响飞机起飞作业，而且战舰火炮的运作也受到限制，原本战列舰的火力也被削弱。海军史专家普遍认为，伊势级的航空改造十分失败。
伊势级航空战舰的改装工程于1943年完成。因为预定的飞机始终没有搭载上舰，1944年10月在莱特湾海战中，两艘伊势级航空战舰在无舰载机的状态下被编入航空母舰编队参战。虽遭到美军飞机的猛烈攻击，本级舰却其凭借密集的防空火力，在此战中并未受到太大损害。莱特湾海战结束后本级舰被派往东南亚运送物资，返回日本本土后因为燃油匮乏一直停泊在港口。1945年7月28日本级两艘舰都被美飞机炸沉在吴市军港中，1947年两舰被打捞拆解。

## 艦載機
在本级舰的“航空战舰”改造计划中，两舰原定各载11架瑞雲水上偵察機和11架彗星俯衝轟炸機或由伊势号载22架瑞云，日向号载22架彗星。计划中两舰搭载的“彗星”都经过改装，可用弹射器起飞。但改装后的“彗星”仍然不能降落在本级舰甲板上，战斗结束或燃油耗尽后，飞行员只能驾驶飞机降落在友军航母或机场，甚至只能在平地或海面上迫降等待海军舰船救援。该计划也从未被执行过。

## 同型艦
| 船名       | 製造廠             | 建造時間 | 服役時間 | 結局                        | 圖片 | 艦名典故                             |
| ---------- | ------------------ | -------- | -------- | --------------------------- | ---- | ------------------------------------ |
| 伊勢號戰艦 | 川崎重工神戶造船所 |          |          | 1945年7月28日於吳港內被炸沉 |      | 古伊勢國，位於現代三重縣的中央部分。 |
| 日向號戰艦 | 三菱重工長崎造船所 |          |          | 1945年7月24日於吳港內被炸毀 |      | 古日向國，位於現代宮崎縣。           |

## 性能數據

### 竣工時
- 標準排水量：29,900噸
- 海試排水量：31,260噸
- 尺寸：全長208.18米/寬28.65米/吃水8.74米
- 動力：吕号油煤混燒鍋爐24座，蒸汽輪機4座，4軸推進
- 最高功率：45,000匹馬力
- 最大航速：23節
- 續航距離：14节下9,680浬
- 武器装备：
  - 主砲：6座雙聯裝四一式35.6厘米艦炮
  - 副砲：16門三年式14厘米艦炮，4門三年式7.6厘米高炮    
  - 其它：6座53.3厘米水下魚雷發射管

- 裝甲：
  - 側舷裝甲帶最厚305mm
  - 艏艉装甲带89mm
  - 炮塔正面280mm，側面152mm，上方115mm
  - 炮座292mm
  - 甲板64mm
  - 指挥塔351mm

- 乘員：1,360人

### 1930年代改裝後
- 标准排水量：35,800噸
- 海试排水量：40,169噸
- 尺寸：全長213.4米/寬33.9米/吃水深9.45米
- 動力：舰本式重油專燒鍋爐8座，蒸汽輪機4座，4軸推進
- 最高功率：80,000匹馬力
- 最大速力：25.4節
- 續航距離：16节下11,100浬
- 武器装备：
  - 主炮：6座双联装四一式35.6厘米舰炮
  - 副炮：14门三年式14厘米舰炮
  - 高炮：4座双联装八九式12.7厘米高炮，10座双联装九六式25mm机炮
- 裝甲：
  - 側舷裝甲帶最厚305mm
  - 艏艉装甲带89mm
  - 炮塔正面280mm，側面152mm，上方115mm

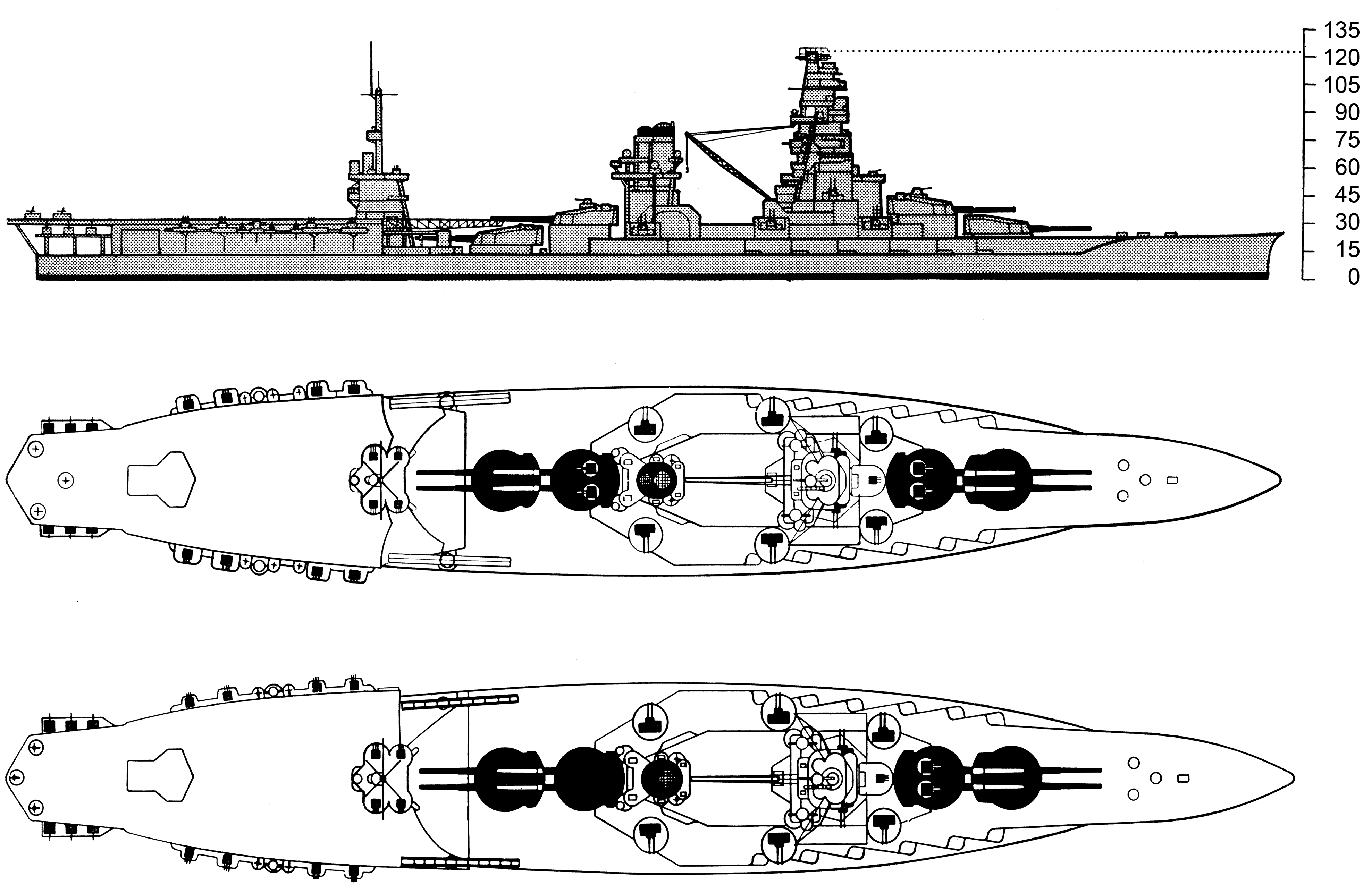
伊势级的战争后期绘图

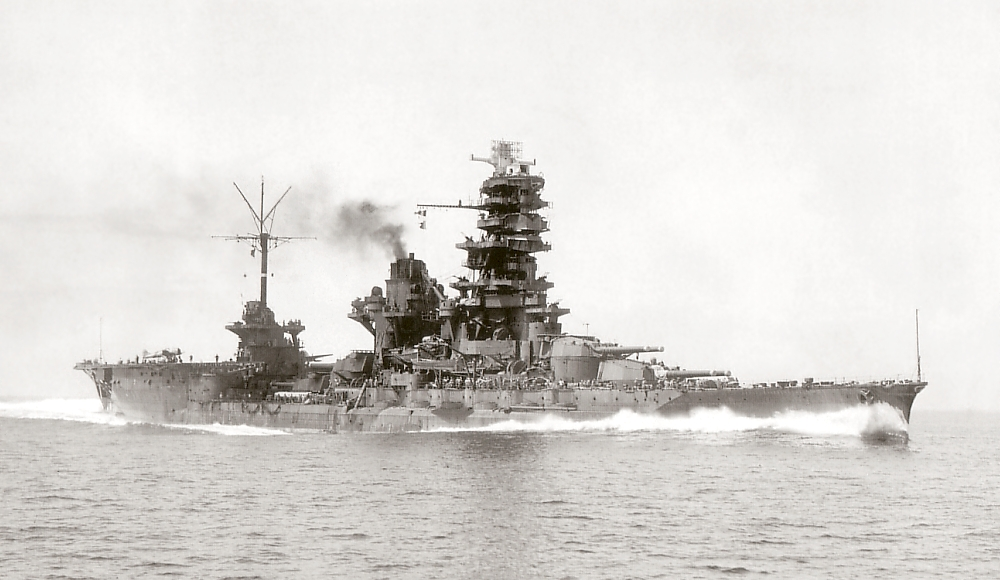
改装舰载机后的伊势

  - 炮座292mm
  - 甲板64mm
  - 指挥塔351mm
  - 後彈葯庫152mm
  - 機艙頂部152mm
- 艦載機：3架水上飛機
- 乘員：1,385人

### 改造成航空战列舰后
- 标准排水量：35,350噸
- 海试排水量：38,676噸
- 尺寸：全長219.62米/寬33.9米/吃水深9.03米
- 動力：舰本式重油專燒鍋爐8座，蒸汽輪機4座，4軸推進
- 最高功率：80,000匹馬力
- 最大速力：25.3節
- 續航距離：16节下9,449浬
- 武器装备：
  - 主炮：4座双联装四一式35.6厘米舰炮
  - 高炮：8座双联装八九式12.7厘米高炮，31座三联装九六式25mm机炮，11门單裝九六式25mm机炮，6座12厘米30連裝“對空噴進砲”(防空火箭炮）
- 裝甲：
  - 側舷裝甲帶最厚305mm
  - 艏艉装甲带89mm
  - 炮塔正面280mm，側面152mm，上方115mm
  - 炮座292mm
  - 甲板64mm
  - 指挥塔351mm
  - 後彈葯庫152mm
  - 機艙頂部152mm
- 艦載機：22架水上飞机
- 乘員：1,463人

## 相關項目
- 大日本帝國海軍艦艇列表
- 日本海軍戰列艦列表

## 外部連結
- （英文）—Ise-class Battleship - Nihon Kaigun（页面存档备份，存于）